# よさこい鳴子踊り
よさこい鳴子踊り（よさこいなるこおどり）
1. 武政英策が作詞作曲したよさこい祭りの楽曲。都はるみが歌ったバージョンが有名。
2. よさこい祭りで踊られる踊り。

## 解説
1954年に第1回よさこい祭りを高知市で開催することになったとき、高知商工会議所の作業グループ（後のよさこい祭振興会）が花柳、若柳、藤間、坂東、山村の日舞五流派に依頼して振りつけた舞踊。現在ではこのオリジナルのよさこい鳴子踊りを正調（せいちょう）と呼ぶ。

## 都はるみのシングル
「よさこい鳴子踊り」（よさこいなるこおどり）は、1965年7月10日に発売された都はるみの9枚目のシングル。B面の「しばてん踊り」は、松山まさると東ひかりによる歌唱楽曲。

### 収録曲
- 両楽曲共に、作詞・作曲：武政英策／編曲：市川昭介

1. よさこい鳴子踊り（2分45秒）
歌唱：都はるみ
2. しばてん踊り（3分1秒）
歌唱：松山まさる・東ひかり